# 深水埗西 (選區)
深水埗西（英語：Sham Shui Po West，代號F1）是香港深水埗區議會下轄的選區，2023年設立，定為雙議席選區。

## 範圍
現時選區包括荔枝角、長沙灣、昂船洲及南昌站，南起欽州街，北至呈祥道，西達昂船洲及荔枝角公園，東起東京街附近，與其接壤的選區有深水埗東、油尖旺區議會的油尖旺北選區以及葵青區議會的葵涌東、葵涌西選區。
投票站設有十三個，分別位於保安道體育館、英華書院、旅港開平商會學校、聖公會基福小學、深水埗體育館、荔枝角天主教小學、聖公會聖瑪利亞堂莫慶堯中學、美孚新邨孚佑堂、地利亞修女紀念學校（吉利徑）、地利亞修女紀念學校（百老匯）、五邑工商總會學校、長沙灣體育館、佛教大雄中學。

## 沿革
2023年香港選舉改革將區議會所有單議席選區取消，深水埗區定為兩個雙議席選區，共選出四席民選議員。深水埗西選區由原有單議席的寶麗、富昌、幸福、碧匯、櫻桃、荔枝角中、荔枝角南、美孚南、美孚中、美孚北、荔枝角北、元州、蘇屋選區合併而成。
2023年區議會選舉，估算人口有218,133人，選民人數有123,786，吸引到四人參選。

## 歷屆議員
| 選區名稱 | 屆別           | 議員   | 政治聯繫 | 政治聯繫 | 議員   | 政治聯繫 | 政治聯繫 |
| -------- | -------------- | ------ | -------- | -------- | ------ | -------- | -------- |
| 深水埗西 | 2024年－2027年 | 何坤洲 |          | 民建聯   | 胡詩韻 |          | 無黨籍   |

## 歷屆選舉結果
| 政党   | 政党   | 候选人    | 票数   | %      | ± |
| ------ | ------ | --------- | ------ | ------ | - |
|        | 民建聯 | ①. 何坤洲 | 15,492 | 45.13% |   |
|        | 獨立   | ②. 鍾宇軒 | 2,744  | 7.99%  |   |
|        | 經民聯 | ③. 黃永威 | 6,801  | 19.81% |   |
|        | 獨立   | ④. 胡詩韻 | 9,288  | 27.06% |   |
| 多数票 | 多数票 | 多数票    | 2,487  | 7.25%  |   |

## 資料來源
1. ↑   (PDF).   [2023年8月23日]. （原始内容 (PDF)存档于2023年10月22日） （繁体中文）.
2. ↑   (PDF).   [2023年11月17日].
3. ↑   (PDF). 選舉管理委員會. 2023-07-11  [2023-08-23]. （原始内容存档 (PDF)于2023-10-14）.
4. ↑   (PDF).   [2023-11-17]. （原始内容存档 (PDF)于2023-11-16）.
5. ↑   (PDF).   [2023-08-23]. （原始内容存档 (PDF)于2023-10-20）.
6. ↑   (PDF).   [2023-11-17]. （原始内容存档 (PDF)于2023-12-05）.